# Lingwistyka tekstu
Lingwistyka tekstu – dział językoznawstwa zajmujący się poszukiwaniem i badaniem tekstów. Zadaniem lingwistyki tekstu jest próba zdefiniowania tekstu jako zdarzenia językowego, jako wyniku zdarzenia językowego, jako kognitywnego konstruktu czy też jako wycinka ze społecznego dyskursu. Przedmiotem badania są też struktura i funkcje tekstów, klasyfikacja tekstów.

## Lingwistyka tekstu w Polsce
Początków systematycznych badań nad tekstem w Polsce należy szukać w kręgu polonistów skupionych wokół Marii Renaty Mayenowej na początku lat 70. XX wieku. Badania polskich polonistów odwołują się w dużym stopniu do stylistyki i literaturoznawstwa. Stąd też termin lingwistyka tekstu jest używany obok takich terminów jak: tekstologia, teoria tekstu, stylistyka tekstu, analiza tekstu, teoria dyskursu. Mówi się też o tekstologii lingwistycznej. Głównym źródłem inspiracji stały się badania praskiej szkoły strukturalnej i jej koncepcja lingwistyki funkcjonalnej. Bożena Witosz w pracy z roku 2009 zaznacza, że w polskim kręgu badawczym teoria tekstu od początku była zorientowana komunikacyjnie a nie gramatycznie. O ile w Niemczech badania nad typologią tekstów mają od początku charakter zdecydowanie lingwistyczny, to w Polsce wywodzą się one z tradycji literaturoznawczych.

## Lingwistyka tekstu w Niemczech
Badania nad tekstami mają w Niemczech – inaczej niż w Polsce – wyraźnie lingwistyczny charakter. Termin Textlinguistik pochodzi od Haralda Weinricha, który użył go po raz pierwszy w 1967 roku. Znacznie rzadziej używany jest termin Textwissenschaft. Począwszy od lat 60. XX w. lingwistyka tekstu rozwijała się w Niemczech bardzo dynamicznie. Badania rozpoczęły się od tzw. fazy transfrastycznej. I tak definicja tekstu Rolanda Harwega odwoływała się do międzyzdaniowych powiązań pronominalnych (zaimkowych). Tekst jako powiązanie kilku (lub więcej niż kilku) zdań był przeciwstawiany zdaniu. Ewolucja badań nad tekstem doprowadziła do wyjścia poza czysto gramatyczne, powierzchniowe badanie struktur tekstowych. Nastąpiła faza semantyczna (m.in. badanie struktury tematycznej i izotopii), a później faza pragmatyczna (w tym badanie illokucji), wreszcie faza badania dyskursu. Wskazuje się na powiązania międzytekstowe oraz na konteksty pozatekstowe. Teksty rozumiane są jako podzbiory większych jednostek komunikacyjnych. Badania dotyczą głównie tekstów użytkowych.
Do osiągnięć niemieckiej lingwistyki tekstu odwołują się badania językoznawcze polskich germanistów.
We współczesnych badaniach coraz częściej uwzględnia się nie tylko tekst językowy, ale też elementy wizualne. Komunikacja może się bowiem odbywać również za pomocą środków pozawerbalnych, w tym za pomocą obrazów. Mówi się w tym kontekście o lingwistyce obrazu, o kategorii semiotycznej multimodalności i o dyskursie multimodalnym jako kategorii badawczej. 